# ماساكي ساكاموتو
ماساكي ساكاموتو (باليابانية: 阪本 将基) (24 يونيو 1996 في هيوغو في اليابان – )؛ هو لاعب كرة قدم ياباني سابق كان يلعب كلاعب وسط.

## وصلات خارجية
- ماساكي ساكاموتو على موقع رابطة كرة القدم اليابانية للمحترفين (اليابانية)
- ماساكي ساكاموتو على موقع قاعدة بيانات كرة القدم.إي يو (الإنجليزية)
- ماساكي ساكاموتو على موقع Soccerway.com (الإنجليزية)
- ماساكي ساكاموتو على موقع عالم كرة القدم.نت (الإنجليزية)
- ماساكي ساكاموتو على موقع كووورة